# Lepidotrigla faurei
Lepidotrigla faurei és una espècie de peix pertanyent a la família dels tríglids.

## Descripció
- Fa 18 cm de llargària màxima.[5]

## Hàbitat
És un peix marí, demersal i de clima tropical que viu entre 50-175 m de fondària.

## Distribució geogràfica
Es troba des de Durban (Sud-àfrica) fins a Oman, el Pakistan i l'Índia. És absent del mar Roig i del Golf Pèrsic.

## Observacions
És inofensiu per als humans.